# Амагаев, Матвей Иннокентьевич
Матве́й Инноке́нтьевич Амага́ев (псевдоним Амуга; 18 [30] июня 1897, улус Доодо-Наймагут, Иркутская губерния — 18 августа 1944 года, Коми АССР) — политический деятель Бурятии, один из руководителей бурятского национального движения, первый Председатель ЦИК Бурят-Монгольской АССР; востоковед, экономист и политолог.

## Биография

### Детство
Родился шестым (младшим) ребёнком в богатой, но скоро разорившейся, крестьянской семье. После смерти матери (1900) и отца (1904) жил у брата Ильи, с детских лет работал по хозяйству.
В Бильчирском бурятском училище выучил русский язык. В 1915 году организовал сельскохозяйственный кружок, в котором вёл культурно-просветительскую работу среди населения. В 1917 г. окончил Иркутскую учительскую семинарию. В мае 1917 года вступил в Иркутскую организацию РСДРП; в ряде сельских обществ организовал Советы. До февраля 1918 г. работал учителем в Иркутской губернии, по май 1918 г. — председателем Эхирит-Булагатского аймачного суда, затем — инструктором-пропагандистом ЦИК Советов Сибири (Центросибирь).
С началом Гражданской войны находился на подпольной работе в Маньчжурии. С января по август 1920 г. состоял членом Исполнительного комитета Пролетарской культурно-просветительской организации во Владивостоке. Учился во Владивостокском учительском институте и одновременно на юридическом факультете Дальневосточного университета.
С августа 1920 г. — председатель Ангарского аймачного революционного комитета, затем — председатель Исполнительного комитета Агинского аймачного Совета; непосредственно участвовал в подавлении кулацкого восстания в Ангарском аймаке.
В апреле 1921 года было принято решение о необходимости создания временного Бурятского ЦК под председательством М. Н. Ербанова. Амагаев вошёл в состав комитета, являясь заместителем председателя.
Амагаев совместно с Ербановым и другими членами комитета занимался разработкой «Положения о Центральном Комитете бурят-монголов Восточной Сибири», о взаимоотношениях его с органами Советской власти Иркутской губернии и народно-революционной власти Дальневосточной Республики, а также разработкой проектов об органах управления Советской Бурятской автономной области.
В январе 1922 года одновременно был назначен министром национальных дел правительства Дальневосточной Республики. Как крупный политический деятель он вносил существенную лепту в решение общеполитических вопросов Дальневосточной Республики. Наибольший вклад внёс в решение национального вопроса.
После окончания Гражданской войны и входа Дальневосточной Республики в состав РСФСР управление Бурят-Монгольской автономной области приняло решение о самороспуске и передаче всей власти образованному Революционному комитету Бурят-Монгольской автономной области.
Председателем комитета стал М. И. Амагаев. По его инициативе президиум Бурят-Монгольского обкома РКП(б) 20 ноября 1922 года вынес решение о создании партийной организации в Бурятской автономной области Дальнего Востока.
После образования Бурят-Монгольской Автономной Советской Социалистической Республики председателем президиума ЦИКа был избран М. И. Амагаев.
С 1924 года по 1927 год работал на разных должностях в народной Монголии: член Малого хурала Монголии, уполномоченный Исполнительного комитета Коммунистического Интернационала в Монголии, советник Министерства финансов Монголии, председатель Экономического Совета Монголии и Тувы, соредактор журнала «Хозяйство Монголии». В 1928—1930 гг. работал в Народном комиссариате внешней и внутренней торговли СССР, был председателем акционерного общества «Востоккино».
В 1930—1932 гг. учился на отделении истории Института Красной профессуры; одновременно преподавал на кафедре партийного строительства Коммунистического университета трудящихся Востока, читал курс истории монгольского национально-революционного движения в Московском институте востоковедения.
В ноябре 1932 был отозван с учёбы и назначен ректором Ленинградского института живых восточных языков. Монголовед Николай Поппе, много общавшийся с Амагаевым по-монгольски и пользовавшийся его доверием, отмечал в нём природный ум и политическую проницательность, неортодоксальность мышления.. В 1935 году стал профессором. В январе 1935 года получил строгий партийный выговор «за слабое изучение состава института, притупление бдительности, нечёткое руководство жизнью» института. В 1936 году одновременно назначен временно исполняющим обязанности директора Курсов национальных меньшинств Советского Востока при ВЦИК.
Арестован 30 сентября 1937 года. 19 февраля 1940 г. по ст. 58-1а, 7, 11 УК РСФСР приговорён к 8 годам лишения свободы; наказание отбывал в 39-м лагерном пункте Севжелдорлага, Коми АССР. Умер в заключении 18 августа 1944 года.
Реабилитирован в 1956 году.

## Научная деятельность
В последние годы жизни готовил монографию «История революционного движения в Монголии».

### Избранные труды
- Современная Монголия // Жизнь Бурятии. — 1924. — № 2/3. — С. 6-9.
- Монголия на путях реформ // Жизнь Бурятии. — 1925. — № 9/12. — С. 4-10.
- (Амуга). Очередные задачи хозяйственной политики в связи с денежной реформой // ХМ. — 1926. — № 2. — С. 1-7.
- К вопросу о путях и перспективах социально-экономического развития Монголии: (Из доклада тов. Амуга на 5-м съезде МНРП) // ХМ. — 1926. — № 4/5. — С. 1-16.
- 1-я Монгольская ярмарка // ХМ. — 1927. — № 1. — С. 3-5.
- Пятилетний план развития народного хозяйства и задачи массовой школы. — Верхнеудинск, 1930.